# Palmairflexie
Palmairflexie of palmaire flexie is de extensie (strekking) of flexie (buiging) van het polsgewricht naar beneden. De hand beweegt dan richting de handpalm. De vergelijkbare beweging bij de voet van het scheenbeen af is plantairflexie of plantaire flexie. De tegenovergestelde beweging is dorsaalflexie dorsiflexie.